# Leucania diatrecta
Leucania diatrecta är en fjärilsart som beskrevs av Butler 1886. Leucania diatrecta ingår i släktet Leucania och familjen nattflyn. Inga underarter finns listade i Catalogue of Life.

## Bildgalleri

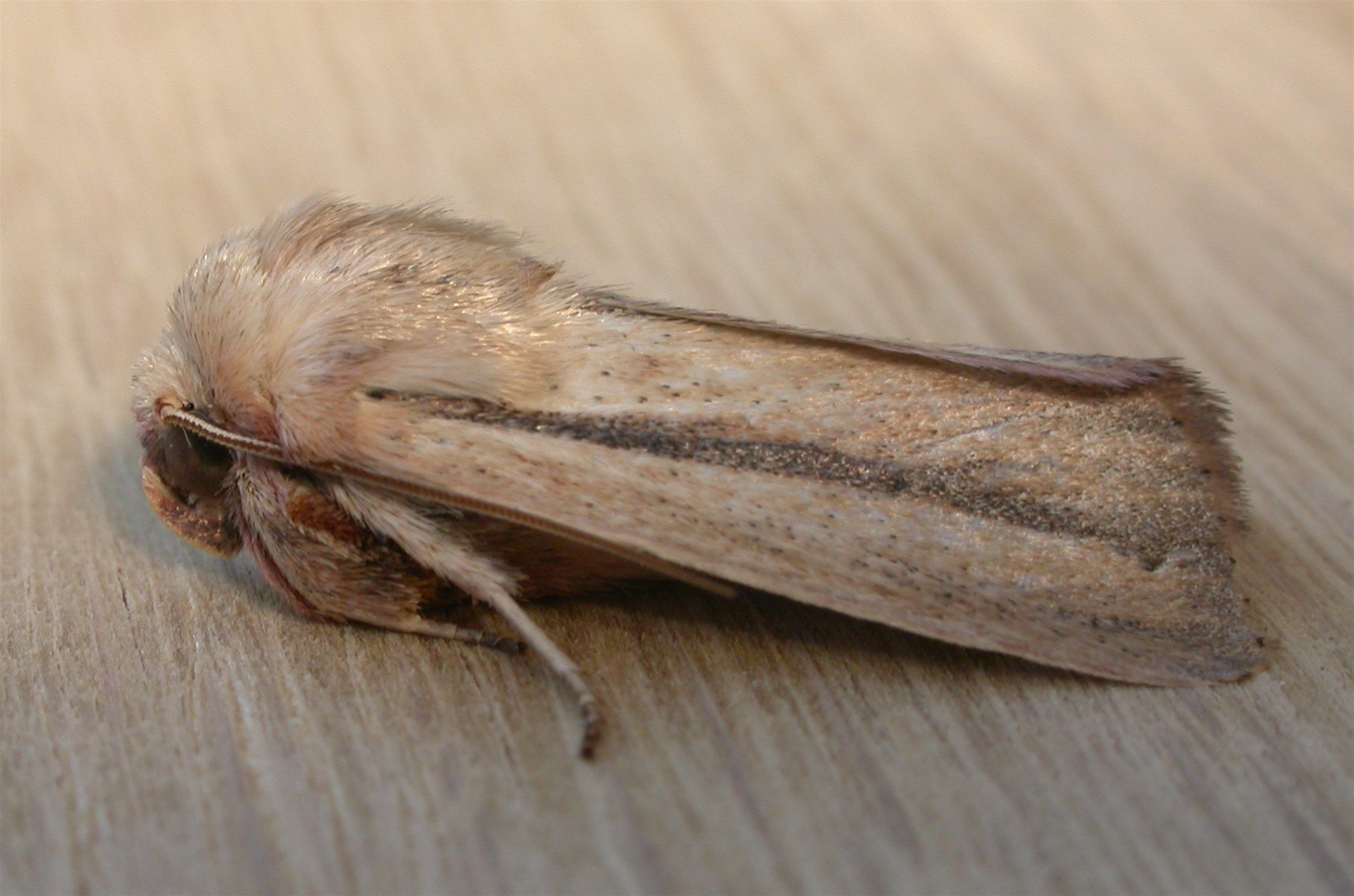